# Erigeron

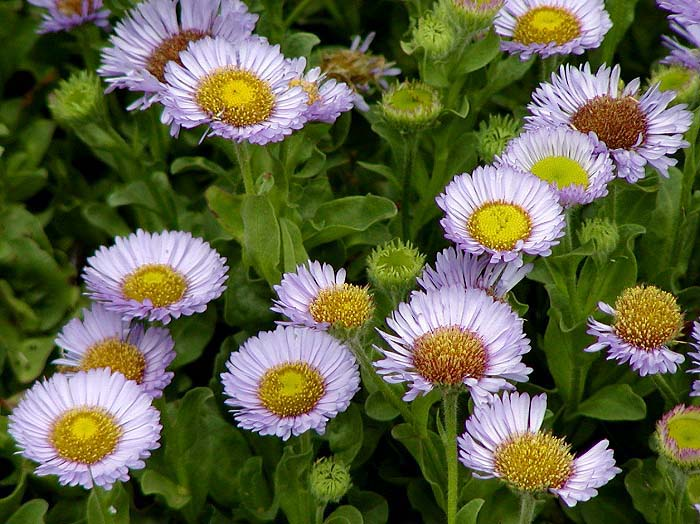
Erigeron glaucus 'Arthur Menzies.

Erigeron es un género de plantas herbáceas con unas 1500 especies descritas, de las cuales alrededor de un tercio han sido aceptadas, perteneciente a la familia Asteraceae. El género tiene una distribución cosmopolita con la mayor diversidad en Norteamérica.

## Descripción
Es un género anual, bienal o perenne que tiene tallos erectos bien ramificados y que se distinguen por sus flores numerosas de color blanco, lavanda o rosado y el disco amarillo. Algunos miembros del género no tienen rayos florales. Muchas especies se cultivan como planta ornamental. 

## Ecología
Algunas especies de Erigeron son alimento para las larvas de algunas especies de  Lepidopteras, incluidas  Bucculatrix angustata, Coleophora squamosella (que come exclusivamente de E. acris), Schinia intermontana, Schinia obscurata (ambas comen exclusivamente de Erigeron), Schinia sexata (que come exclusivamente de E. glabellus) y Schinia villosa.

## Taxonomía
El género fue descrito por Carlos Linneo y publicado en Species Plantarum, vol. 2, p. 863–865, 1753, y su diagnosis ampliada y precisada en Genera Plantarum, n.º 855, p. 371, 1754. La especie tipo es Erigeron uniflorus L.
Etimología
Erigeron: nombre genérico que deriva de las palabras griegas: eri = "temprano" y geron =  "hombre viejo", por lo que significa "hombre viejo en la primavera", en referencia a las cabezas de semillas blancas mullidas y la floración temprana y fructificación de muchas especies.